# Treiben (Einheit)
Treiben war ein hannoveraner Volumenmaß und wurde in den Harzer Hütten für verschiedene Stoffe, wie Erz, Tonschiefer, Gips und  Baukalk verwendet. Unterschiedliche Volumina sind durch die verschiedene Anzahl der Himten (4 oder 6 Himten je Tonne) möglich.
- 1 Treiben = 40 Tonnen = 160 Kübel = 240 Himten = 7,5 Kubikfuß (hannov.) = 7,476 Kubikmeter[1]
- 1 Treiben (Erz) = 40 Tonnen = 70 Scherben = 300 Kubikfuß (Braunschweiger)[2]

So gab es auch  Leistungsangaben (wörtlicher Auszug aus) für die Grube Anna Eleonore des 3. Burgstädter Reviers: „Aus einer Teufe von 101 Lachter werden in Stunden mit dem Wassergöpel 3 Treiben Erz herausgeschafft, aus 234 Lachter Teufe dagegen nur 1 Treiben 30 Tonnen“
In der Grube Alter Segen (Rosenhöfer Zug) „fördern 3 Mann mit ungerschen Hunden 2 Treiben Erz auf 250 Lachter Länge“ und „mit dem Wassergöpel werden getrieben in 12 Stunden
- 2 ½ Treiben aus 169 5/8 Lachter Teufe
- 2 3/4 Treiben aus 149 Lachter Teufe,
- 3 Treiben aus 130 Lachter Teufe;
- 4 Treiben aus 97 Lachter Teufe“